# 蕭鎡
蕭鎡（1393年—1464年），字孟勤，江西泰和縣人。明朝政治人物、進士出身。

## 生平
宣德二年（1427年），登進士。宣德八年（1433年），授庶吉士。英宗繼位后，授翰林院編修，正統三年（1438年），進侍讀，之後代替李時勉為國子監祭酒。景泰元年（1450年），以老疾辭。后國子監丞鮑相率六館生連章乞留，明景帝奏準。次年，兼任翰林學士，與侍郎王一寧並入直文淵閣，進入明朝內閣。次年，晋升為戶部右侍郎。后加太子少師。《寰宇通誌》成后，進戶部尚書。當時明景帝不豫，諸臣議復明憲宗入東宮。李賢私下問起此事，蕭鎡回答道：「既退，不可再也。」明英宗發動奪門之變后，恢復帝位，蕭鎡被削籍。天順八年（1464年）去世。成化年間，復官賜祭。